# Transistor Schottky

Simbolo circuitale di un transistor Schottky

Il transistor Schottky, dal nome del fisico tedesco Walter Schottky, è un tipo di transistore bipolare che si ottiene inserendo un diodo Schottky tra la base e il collettore (anodo alla base e catodo al collettore nel caso di un transistore di tipo npn). In questa maniera si evita che il dispositivo vada in saturazione e si rende più veloce la commutazione; la presenza del diodo impedisce infatti che la tensione diretta applicata alla giunzione base-collettore superi il potenziale di accensione.

## Dettagli fisici

Rappresentazione schematica di un transistor Schottky

La tensione {\displaystyle V_{\gamma }} alla quale un contatto rettificante tra metallo e semiconduttore inizia a condurre è solitamente inferiore rispetto a quella di una normale giunzione; se è vero questo, non appena il potenziale tra base e collettore raggiunge il livello {\displaystyle V_{\gamma }}, il diodo si "accende" impedendo alla tensione di aumentare ulteriormente e quindi di raggiungere la soglia di accensione del contatto BC. Ciò evita l'accumulo di minoritari nella base, con due effetti benefici:
1. il dispositivo può essere mantenuto nella regione attiva con maggiore facilità
2. i tempi di risposta alle sollecitazioni del transistore, pesantemente influenzati dalla necessità di svuotare la base dai minoritari in eccesso, si riducono

Ovviamente, questo oggetto non può essere utilizzato nei casi in cui è necessario che il BJT entri in saturazione.
La configurazione è nota come Baker Clamp

## Applicazioni reali
Questi transistor sono alla base della famiglia logica 74S00 e derivate il cui Baker Clamp triplica la velocità di commutazione (i 7400 a drogaggio d'Oro e gli S00 hanno lo stesso passo)

## Dettagli tecnologici
Nel processo bipolare standard, è possibile realizzare una giunzione rettificante tra i metalli tipicamente usati nell'elettronica (come l'alluminio) e la regione N del silicio che rappresenta il collettore (o la base nel caso di un pnp). Tra una regione P e il metallo può invece essere realizzata una giunzione ohmica a bassa impedenza, attraverso opportuni accorgimenti tecnologici quali la siliciurizzazione.